# Philip Morris International
Philip Morris International Inc. – amerykańskie przedsiębiorstwo posiadające 15,5% udziałów w światowym rynku tytoniowym poza USA (lub 28,5% z wyłączeniem Chin oraz Stanów Zjednoczonych) (dane z roku 2014). Siedziba przedsiębiorstwa znajduje się w Nowym Jorku.
Jego podstawowe marki papierosów, Marlboro i L&M, są sprzedawane w ponad 180 krajach na całym świecie. Philip Morris International do 31 marca 2008 należało do holdingu Altria Group, Inc. Od 31 marca 2008 PMI jest samodzielną spółką notowaną na New York Stock Exchange.
Philip Morris jest producentem wyrobu tytoniowego o nazwie IQOS.
Firma nadal działa w Rosji

## W Polsce
Działalność Philip Morris International (PMI) w Polsce rozpoczęła się w 1973 wraz z podpisaniem przez firmę umowy licencyjnej z Zakładami Przemysłu Tytoniowego w Krakowie (ZPTK) na produkcję papierosów marki Marlboro. W 1996 PMI zakupiła od Skarbu Państwa akcje ZPTK, a w 1998 nazwa tego przedsiębiorstwa została zmieniona na Philip Morris Polska S.A..
Obecnie przedsiębiorstwo jest reprezentowane w Polsce przez spółki: Philip Morris Polska S.A., PMI Service Center Europe Sp. z o.o., Philip Morris Polska Distribution Sp. z o.o. z siedzibą w Krakowie oraz Philip Morris Polska Tobacco Sp. z o.o. z siedzibą w Leżajsku.